# 麦迪逊堂区 (路易斯安那州)
麥迪遜堂區（英語：Madison Parish）是美國路易斯安那州東北部的一個堂區。面積1,685平方公里。根據美國2000年人口普查，共有人口13,728。治所塔盧拉。
堂區名是紀念第四任總統詹姆斯·麥迪遜。